# Nadinspektor Battle
Nadinspektor Battle – postać fikcyjna stworzona przez Agathę Christie. Pojawia się w kilku jej powieściach. 

## Powieści z jego udziałem
- 1925 Tajemnica rezydencji Chimneys
- 1929 Tajemnica Siedmiu Zegarów
- 1936 Karty na stół (Prowadzi śledztwo wspólnie z Herkulesem Poirot)
- 1939 Morderstwo to nic trudnego
- 1944 Godzina zero